# Cetatea Kulič
Cetatea Kulič (în limba sârbă cu caractere chirilice: Тврђава Кулич; în sârbă cu caractere latine: Tvrđava Kulič) se află în satul Kulič din opștina Smederevo (districtul Podunavlje, Serbia). A fost inclusă pe lista monumentelor culturale protejate ale Republicii Serbia (ID nr. SK 551).

## Prezentare
Cetatea Kulič se află în apropierea confluenței râului Velika Morava cu Dunărea. Lipsa datelor istorice și a informațiilor arheologice îngreunează studiul istoricului cetății. Vestigiile vizibile ale fortului datează din vremea confruntărilor armate ale turcilor și austriecilor din secolul al XVII-lea.
Cetatea a fost construită în principal din piatră, dar a fost folosită, de asemenea, și cărămidă. Baza sa este poligonală (probabil hexagonală); ea are un diametru de aproximativ 70 m, iar zidurile de apărare sunt păstrate pe alocuri până la o înălțime de 5 m. Avea două porți și multe ambrazuri pentru tunuri. Din toate părțile este înconjurată de un șanț umplut cu apă, care era alimentat de Dunăre.
Ca urmare a poziției sale strategice la intersecția rutelor terestre și fluviale, se presupune prima fortăreață militară a fost instalată acolo la începutul colonizării romane a regiunii Dunării în secolele al II-lea și I î.Hr. și că a contribuit, împreună cu alte fortificații, la formarea unui limes de-a lungul malului drept al fluviului. La începutul perioadei bizantine împăratul Iustinian (527-565) a întărit probabil fortăreața, iar în Evul Mediu și în perioada otomană ea și-a păstrat rolul de cetate militară activă. A fost folosită, de asemenea, în timpul Primului și al celui de-al Doilea Război Mondial; acolo au fost construite buncăre de beton. Până la mijlocul anilor 1980 ea a adăpostit un cimitir care a fost mutat de atunci mai aproape de satul actual.
Datorită densității vegetației și a apei, fortăreața este greu accesibilă și abia vizibilă.

## Mențiuni literare
Cetatea Kulič este menționată în romanul Omul de aur (1872) al scriitorului maghiar Mór Jókai, unde este descrisă astfel: „În dreptul celeilalte guri a Moravei putrezesc pereții golași ai vechii cetăți Kulics...”.